# Кек-Джайык
Кек-Джайык (кирг. Көк-Жайык) — село в Ак-Суйском районе Иссык-Кульской области Кыргызстана. Входит в состав Ак-Чийского аильного округа.

## География
Село расположено в северо-восточной части области, на левом берегу реки Тюп, на расстоянии приблизительно 41 километра (по прямой) к северо-востоку от села Аксуу (Теплоключенка), административного центра района. Абсолютная высота — 1958 метров над уровнем моря.

## Население
Согласно оценочным данным Национального статистического комитета Кыргызской Республики, на начало 2023 года постоянное население в селе отсутствовало.
| год     | 2014 | 2015 | 2023 |
| ------- | ---- | ---- | ---- |
| человек | 0    | 0    | 0    |